# Okajanje (2007.)
Okajanje (eng. Atonement) je britanska drama iz 2007. godine, nastala adaptacijom hvaljena romana istoga naziva pisca Iana McEwana. Film je režirao Joe Wright, redatelj Ponosa i predrasuda iz 2005., a scenarij je filmskome platnu prilagodio Christopher Hampton. U glavnim ulogama nalaze se škotski glumac James McAvoy i Engleskinja Keira Knightley. Produkcija i snimanje povjereni su kući Working Title Films, a distribucija diljem svijeta studiju Universal Studios (Universal Pictures). Film je sniman u ljeto 2006. na lokacijama u Velikoj Britaniji i Francuskoj.
Okajanje je otvorilo prestižni Međunarodni filmski festival u Veneciji 29. kolovoza 2007., a hrvatski gledatelji imali su priliku pogledati ga već 25. listopada 2007. u sklopu Zagreb Film Festivala. U redovnu distribuciju krenuo je 7. rujna u Ujedinjenom Kraljevstvu i Irskoj, a točno tri mjeseca kasnije i u Sjevernoj Americi. U hrvatska je kina stigao nedugo nakon festivalske premijere u Zagrebu, te se kontinuirano prikazivao četiri mjeseca. 
Za 80. dodjelu američke filmske nagrade Oscar Okajanje je nominirano u čak sedam kategorija, uključujući i one za najbolji film, najbolji adaptirani scenarij te najbolju sporednu glumicu. Osvojio je jedan Oscar, i to za najbolju originalnu glazbu (Dario Marinelli). Što se tiče britanske inačice Oscara, film je 10. veljače 2008. osvojio dvije nagrade BAFTA, od toga jednu za najbolji film godine.

## Kompletna radnja
Film se sastoji od četiri cjeline, koje odgovaraju podjeli u McEwanovoj knjizi, i gotovo u potpunosti prati radnju izvornoga romana. Zanimljivo je da su neke scene prikazane više puta, ali iz različitih perspektiva i gledane drugim očima.

### Prvi dio
Okajanje počinje jednoga nesnosno vrućega dana u ljeto 1935. na ladanjskom imanju dobrostojeće obitelji Tallis. Najmlađe dijete, 13-godišnja Briony, ima izražen talent za pisanje i vrlo je vezana uz svoju stariju sestru Ceciliju (Keira Knightley), koja se upravo vratila diplomiravši na Cambridgeu. Robbie Turner (James McAvoy), Cecilijin prijatelj iz djetinjstva i sin obiteljske sluškinje, također se vratio s Cambridgea, i to kao najbolji student na svojoj godini. Školovanje mu je platio Cecilijin otac, uvidjevši njegov talent i želju za znanjem. Robbie je odlučio provesti ljeto vrtlareći na imanju obitelji Tallis, a zatim upisati i studij medicine. 
Obiteljsko imanje trenutačno je vrlo bučno i puno. Tu su i majčini nećaci: 15-godišnja Lola Quincey sa svoja dva mlađa brata blizanca, u posjetu teti kako bi lakše prebrodili roditeljsku rastavu braka. Leon, treće i najstarije dijete obitelji Tallis, također se željno očekuje, a sa sobom će povesti prijatelja Paula Marshalla, vlasnika tvornice umjetne čokolade koji je sklopio ugovor o opskrbi s britanskom vojskom. Ovdje je dana naznaka da Britanci očekuju izbijanje 2. svjetskoga rata, iako mnogi u to ne vjeruju. Za kraj dana isplanirana je posebna večera povodom obiteljskog okupljanja, na koju je Leon veselo pozvao i Robbieja (koji se netom prije, kod fontane, posvađao s Cecilijom).
Briony je upravo završila pisanje teksta za predstavu pod imenom Arabelline kušnje, u čiju je izvedbu odlučila uključiti sestričnu Lolu i blizance. No dogovor s rođacima oko toga tko će koga glumiti u predstavi pred Leonom i ostatkom obitelji nije bio nimalo lak. Frustrirana, Briony se povlači u svoju sobu te, slučajno pogledavši kroz prozor prema fontani u vrtu iza kuće, postaje svjedokom značajnoga prizora. Naime, netom prije su se Robbie i Cecilia posvađali oko stare, vrijedne vaze koju je ona krenula napuniti vodom, a Robbie ju je, želeći pomoći, slučajno razbio. Ljuta Cecilia se tad pred njim skinula u donje rublje i zaronila u fontanu u potrazi za odlomljenim komadom. Vidjevši je kako izlazi, natopljenu vodom, u prozirnoj donjoj haljini, Robbie shvaća da je zaljubljen.
Taj trenutak seksualne tenzije između Robbieja i svoje sestre, a ne vidjevši prethodnu svađu zbog vaze, Briony je potpuno pogrešno protumačila. Ne shvativši da su zaljubljeni jedno u drugo i da se zato čudno i nerazumno ponašaju (iako ni sami tada nisu bili posve sigurni u svoje osjećaje), prizor je protumačila kao Robbiejevu agresivnost i Cecilijino slijepo pokoravanje njegovim zapovijedima. 
Robbie je ljut što ga je Leon nagovorio da dođe na svečanu večeru te, da malo izgladi situaciju s Cecilijom, odluči joj napisati pismo isprike. Prisjetivši se scene kod fontane i polugole Cecilije, iz zezancije je napisao i jednu vrlo eksplicitnu verziju pisma, u kojoj joj otkriva svoja erotska maštanja. Obukao je svoje jedino odijelo, ponio pismo isprike te se uputio na večeru. Putem je sreo Briony samu i zamolio je da sestri preda pismo, no kad je djevojčica već otrčala u kuću, shvatio je da joj je zabunom dao erotsko pismo. Briony je potajno pročitala poruku i zgrozila se te, nakon što je i sestrični Loli dala da je pročita, pogrešno zaključila da je Robbie seksualni manijak i da je Cecilia vjerojatno u opasnosti. Na Robbiejevo iznenađenje, Ceciliju pismo nije nimalo uvrijedilo; čak ju je ohrabrilo jer je shvatila uzrok svoga nerazumnog ponašanja. Bila je ljuta jedino na Briony jer je znala da je pismo, uručivši joj ga bez pripadajuće omotnice, pročitala.
Robbie i Cecilia su se povukli u obiteljsku knjižnicu prije večere, te strastveno prvi put vodili ljubav u zamračenoj prostoriji. Na njihovu nesreću, Briony ih je zatekla i, vidjevši Ceciliju prikliještenu između Robbieja i polica s knjigama, seks zamijenila s napadom na sestru.
Za vrijeme večere zaljubljeni Robbie i Cecilia drže se za ruke ispod stola, a bijesna Briony dobacuje zlobne komentare Robbieju pred cijelom obitelji (no ne spominje što je vidjela u knjižnici). Cijela večer poprima novi tijek kad se ispostavi da su blizanci pobjegli. Svi, osim majke, Emily Tallis, odlaze u noćnu potragu za dječacima na velikom imanju. Briony odlazi sama i putem u mrklome mraku nabasa na čovjeka u smokingu koji siluje njenu sestričnu. Muškarac je pobjegao, a silovana Lola, zbog traume i mraka, nije vidjela tko je napadač. Ipak, Briony ju je uspjela uvjeriti da je muškarac, 'seksualni manijak' koji je prije toga 'napao' njenu sestru u knjižnici, Robbie Turner.
U međuvremenu je na imanje stigla i policija, kojoj je Briony sve ispričala o Lolinu silovanju. Svi su, osim Cecilije, uvjereni da je Briony vidjela Robbieja kao napadača. Nešto kasnije, Robbie je stigao s dvojicom pobjeglih dječaka u naručju i, ne shvaćajući što se događa, stavljene su mu lisičine na ruke i poslan je u zatvor.

### Drugi dio
Radnja filma se zatim pomiče u 1939. godinu, na početak 2. svjetskoga rata. Robbie je u međuvremenu pušten iz zatvora, ali samo zbog priključivanja britanskoj vojsci. Budući da je osuđeni prijestupnik mogao je pristupiti samo pješaštvu, bez obzira na fakultetsko obrazovanje. S još dvojicom vojnika skriva se na tavanu jedne kuće u Francuskoj, nakon što su ostali odsječeni od svojih jedinica tijekom njemačkog napada. 
Ovdje, u flashbackovima između ratnih stradanja, saznajemo da se Robbie nakon zatvora a prije odlaska na bojište našao s Cecilijom u Londonu. Ona se u međuvremenu posvađala s cijelom obitelji i otišla u glavni grad raditi kao medicinska sestra. Prije povratka na dužnost, Robbie joj je obećao da će se vratiti, a ona njemu da će ga čekati. Veselili su se kućici na obali, koju je ona rezervirala za njih na dva tjedna, a u koju su planirali otići čim se on vrati.
No Robbie je završio na francuskom ratištu. Bilo je pitanje dana kada će Francuska pasti i Britanci su se masovno povlačili prema Dunkirku. Ozbiljno ranjen, Robbie je neprestano mislio samo na kućicu na obali, te je s dvojicom vojnika tražio put prema Dunkirku, odakle su svi trebali biti evakuirani i prebačeni u Veliku Britaniju. Kad su se konačno dokopali obale rečeno im je da će evakuacija uslijediti idući dan, i tada je Robbie konačno uspio zaspati.
Taj ratni dio filma otprilike je jednako dug kao i prvi dio. U njemu nam redatelj na nevjerojatan način kroz dugi kadar predočava očaj vojnika koji iščekuju konačni proboj Nijemaca, a opet se nadaju da će se uspjeti evakuirati. Prikazuje ogromnu sivu obalu punu vojnika, oružja, opreme. Prikazuje pijane, ranjene vojnike za koje nitko ne mari, uništavanje ratne opreme i ubijanje zdravih konja da ih se neprijatelj ne domogne. Prikazuje sav jad i bijedu rata, a opet i britansku ratnu samodopadnost u sceni zbora oko koje kamera kruži sa svih strana. 

### Treći dio
U trećem dijelu filma pratimo 18-godišnju Briony, koja se također priključila medicinskom osoblju u Londonu. Pokušala je kontaktirati Ceciliju putem pisama, ali bezuspješno. Cecilia odbija bilo kakav kontakt, kriveći sestru za Robbiejev odlazak u zatvor, a i ostatak obitelji koji je povjerovao u njegovu krivnju.
Briony u bolnici uči kako bi postala medicinska sestra i uskoro se susreće sa strahotama dankirškog evakuiranja. Mnogi su vojnici smrtno ozlijeđeni i umiru, a Briony u svakome vidi Robbieja i razmišlja je li živ i hoće li se pojaviti u njenoj bolnici. U jednoj sceni, mladi Francuz sa smrtnom ozljedom glave umire dok ga ona pokušava utješiti.
Nakon što je preko televizije saznala da je 'čokoladni bogataš' Paul Marshall dobro profitirao od rata i da ženi njenu sestričnu Lolu, Briony je odlučila nepozvana prisustvovati vjenčanju. Više nije dijete i potpuno je svjesna katastrofe koju je prouzročila optuživši nevinoga čovjeka za zločin koji nije počinio. Sada, s 18 godina, Briony zna tko je silovao Lolu one ljetne noći, ali prije nije u to htjela vjerovati. Silovatelj je Paul Marshall, a Lola to nije htjela priznati.
Na dan vjenčanja Briony je skupila snagu i posjetila sestru Ceciliju u njenom stanu kako bi pokušala ispraviti svoju optužbu. Robbie, koji je u međuvremenu evakuiran iz Dunkirka, probuđen bukom sestrinskoga prepiranja, izlazi iz Cecilijine spavaće sobe. Vidljivo je drugačiji; zatvor i rat su ga posve promijenili. Bijesno se suočava s Briony, susprezajući se da je ne udari. Cecilia ga umiruje te zatim njih dvoje od Briony zahtijevaju da obitelji i policiji kaže istinu, kako bi se isprala ljaga s njegova imena. Robbie inzistira da detaljno u pismu opiše što se dogodilo, zašto je lagala i pokaže mu ga, a zatim ga ovjeri kod pravnika. I dok su Cecilia i Robbie pretpostavljali da je krivac za silovanje jedan dječak, član posluge obitelji Tallis, Briony im je rekla da je počinitelj Paul Marshall, koji sada više ne može odgovarati za svoj zločin jer se žrtva udala za njega.

### Četvrti dio
Film završava sa 77-godišnjom Briony (Vanessa Redgrave), poznatom spisateljicom, koja u intervjuu govori o svojem najnovijem, još neizašlom, romanu Okajanje. Za vrijeme intervjua saznajemo da polako umire od vaskularne demencije, te da je najnoviji roman njezin posljednji, iako ga je počela pisati prije više od 60 godina. Briony priznaje da je roman autobiografski, ali da je kraj puno ljepši nego što je doista bio. Saznajemo da u stvarnosti Briony nije mogla skupiti snage i suočiti se s Cecilijom i istinom. Otkriva nam da Robbie nije doživio evakuaciju; umro je od šoka izazvanog sepsom 1. lipnja 1940., zadnje evakuacijske noći. Cecilia se utopila u podzemnoj željeznici Balham u listopadu iste godine, za vrijeme njemačkoga napada na London. 
Briony je izrazila duboko žaljenje i krivnju zbog katastrofe koju je prouzročila te izjavila da je roman Okajanje, kojemu je dala drugačiji završetak, bio njena šansa da sestri i Robbieju ponudi nadu i sreću koju su zaslužili, a ona im je oduzela. Taj je roman njeno okajanje za svoje nepopravljivo dječje ponašanje.
Film završava prizorom sretnoga trenutka koji su Robbie i Cecilia mogli imati da su se stvari odvijale drugačijim tokom. Pozadina idilična trenutka preuzeta je s razglednice koju je Cecilia dala Robbieju u Londonu, a prikazuje mjesto na engleskoj obali na kojemu su mogli biti sretni zajedno.

## Glumci
- James McAvoy kao Robbie Turner (dugogodišnji obiteljski prijatelj i sin sluškinje)
- Keira Knightley kao Cecilia Tallis (najstarija kći)
- Saoirse Ronan kao Briony Tallis (druga kći, 13 godina)
- Romola Garai kao Briony Tallis (18 godina)
- Vanessa Redgrave kao Briony Tallis (77 godina)
- Harriet Walter kao Emily Tallis (majka Cecilije, Briony i Leona)
- Patrick Kennedy kao Leon Tallis (sin i brat)
- Brenda Blethyn kao Grace Turner ( Robbiejeva majka i sluškinja Tallisovih)
- Juno Temple kao Lola Quincey (15-godišnja rođakinja)
- Charlie i Felix von Simson kao Jackson i Pierrot Quincey (9-godišnji blizanci)
- Benedict Cumberbatch kao Paul Marshall (Leonov prijatelj, vlasnik tvornice čokolade)
- Danny Mays kao Tommy Nettle (Robbiejev suratnik)
- Nonso Anozie kao Frank Mace (drugi suratnik)
- Anthony Minghella kao novinar (intervjuira ostarjelu Briony)

### U drugim filmovima
- James McAvoy - Posljednji kralj Škotske, Narnijske kronike: Lav, vještica i ormar, Priča o Jane Austen
- Keira Knightley - Pirati s Kariba: Prokletstvo Crnog Bisera, Pirati s Kariba: Mrtvačeva škrinja i Pirati s Kariba: Na kraju svijeta, Ponos i predrasude, Zapravo ljubav
- Vanessa Redgrave - serija Reži me, Zakletva, Nemoguća misija
- Harriet Walter - Babel, Razum i osjećaji
- Brenda Blethyn - Ponos i predrasude
- Anthony Minghella - redatelj i scenarist Engleskog pacijenta, Talentiranoga gospodina Ripleya i Studengore
- Saoirse Ronan - 13-godišnjakinja nominirana za Oscara, Zlatni globus i BAFTA-u u kategoriji najbolje sporedne glumice

## Priznanja

### Osvojene nagrade
- Oscari 2008.
  - najbolja originalna glazba (Dario Marianelli)

- BAFTA 2008.
  - najbolji film (Tim Bevan, Eric Fellner, Paul Webster)
  - najbolja scenografija (Sarah Greenwood, Katie Spencer)

- Zlatni globusi 2008.
  - najbolji dramski film
  - najbolja glazba (Dario Marianelli)

- Nagrade Društva kritičara Las Vegasa (nagrada Sierra) 2007.
  - najbolja mlada glumica (Saoirse Ronan)

- Nagrade Društva filmskih kritičara Phoenixa (nagrada PFCS) 2007.
  - najbolja kamera
  - najbolja glazba
  - najbolja mlada glumica (Saoirse Ronan)

- Nagrade Društva filmskih kritičara San Diega (nagrada SDFCS) 2007.
  - najbolja montaža (Paul Tothill)

- Nagrade Satellite 2007.
  - najbolji adaptirani scenarij (Christopher Hampton)

- Venecijanski filmski festival 2007.
  - nagrada Foruma za kino i književnost (za redatelja Joea Wrighta)

### Nominacije
- Oscari 2008.
  - najbolja scenografija (Sarah Greenwood, Katie Spencer)
  - najbolja kamera (Seamus McGarvey)
  - najbolja kostimografija (Jacqueline Durran)
  - najbolji film (Tim Bevan, Eric Fellner, Paul Webster)
  - najbolja sporedna glumica (Saoirse Ronan)
  - najbolji adaptirani scenarij (Christopher Hampton)

- Nagrade Američkog udruženja kinematografa 2008.
  - najbolja kamera (Seamus McGarvey)

- Nagrade Ceha scenografa 2008.
  - najbolja scenografija (Sarah Greenwood)

- BAFTA 2008.
  - najbolji britanski film (Joe Wright, Christopher Hampton, Tim Bevan, Eric Fellner, Paul Webster)
  - najbolja kamera (Seamus McGarvey)
  - najbolja kostimografija (Jacqueline Durran)
  - najbolji redatelj (Joe Wright)
  - najbolja montaža (Paul Tothill)
  - najbolji glavni glumac (James McAvoy)
  - najbolja glavna glumica (Keira Knightley)
  - najbolja šminka i frizura (Ivana Primorac)
  - najbolja glazba (Dario Marianelli)
  - najbolji adaptirani scenarij (Christopher Hampton)
  - najbolji zvuk (Danny Hambrook, Paul Hamblin, Catherine Hodgson)
  - najbolja sporedna glumica (Saoirse Ronan)

- Nagrade Organizacije televizijskih i internetskih kritičara 2008.
  - najbolji skladatelj (Dario Marianelli)
  - najbolji redatelj (Joe Wright)
  - najbolji film
  - najbolja sporedna glumica (Vanessa Redgrave)
  - najbolja mlada glumica (Saoirse Ronan)

- Nagrade Organizacije filmskih kritičara Chicaga 2007.
  - najbolja kamera (Seamus McGarvey)
  - najbolja originalna glazba (Dario Marianelli)
  - najbolji adaptirani scenarij (Christopher Hampton)

- Nagrade Ceha filmskih kostimografa 2008.
  - najbolja kostimografija (Jacquelin Durran)

- Zlatni globusi 2008.
  - najbolji redatelj (Joe Wright)
  - najbolji glumac u drami (James McAvoy)
  - najbolja glumica u drami (Keira Knightley)
  - najbolja sporedna glumica (Saoirse Ronan)
  - najbolji scenarij (Christopher Hampton)

- Nagrade Irske adademije filma i televizije 2008.
  - nominacija publike 
    - najbolja međunarodna glumica (Keira Knightley)

  - nominacija žirija 
    - najbolja sporedna glumica (Saoirse Ronan)
    - najbolja kamera (Seamus McGarvey)
    - najbolji međunarodni film

- Nagrade Londonskog kruga filmskih kritičara 2008.
  - britanski glumac godine (James McAvoy)
  - britanska glumica godine (Keira Knightley)
  - britansko glumačko otkriće (Saoirse Ronan)
  - britanski redatelj godine (Joe Wright)
  - britanski film godine
  - britanska sporedna glumica godine (Vanessa Redgrave)
  - britanska sporedna glumica godine (Saoirse Ronan)
  - scenarist godine (Christopher Hampton)

- Nagrade Udruženja filmskih montažera zvuka 2008.
  - najbolja montaža zvuka za strani film

- Nagrade Društva internetskih filmskih kritičara 2008.
  - najbolja kamera (Seamus McGarvey)
  - najbolja montaža (Paul Tothill)
  - najbolji film
  - najbolja glazba (Dario Marianelli)
  - najbolji adaptirani scenarij (Christopher Hampton)
  - najbolja sporedna glumica (Saoirse Ronan)

- Nagrade Satellite 2007.
  - najbolja glumica u drami (Keira Knightley)
  - najbolja sporedna glumica u drami (Saoirse Ronan)
  - najbolja kostimografija (Jacqueline Durran)
  - najbolja originalna glazba (Dario Marianelli)

- Venecijanski filmski festival 2007.
  - nagrada Zlatni lav (za redatelja Joea Wrighta)

## Vanjske poveznice
- Službena stranica  Arhivirana inačica izvorne stranice od 30. listopada 2007. (Wayback Machine)
- Okajanje u internetskoj bazi filmova IMDb-a
- Okajanje na Rotten Tomatoes
- Okajanje[neaktivna poveznica] na MySpaceu
- Okajanje na Box Office Mojo
- Stage and Screen Online  Arhivirana inačica izvorne stranice od 12. prosinca 2007. (Wayback Machine) Audio intervju sa skladateljem Dariom Marianellijem o njegovu radu na Okajanju.
- Intervju Georgieja Hobbsa s glumcima i producentima na close-upfilm.com